# Nokia N73
O Nokia N73 é um smartphone produzido pela empresa finlandesa Nokia, oficialmente descrito como um computador multimídia. A característica que diferencia o telemóvel dos demais da Nseries é a sua câmera de 3,2 megapixels com autofoco. Não possui conexão à Wi-fi.
O N73 suporta vários tipos de conexão, por via Bluetooth e USB, por exemplo, dentre outros métodos. É possível transferir vários tipos de arquivos do dispositivo para outros e vice-versa, usando qualquer computador com sistema operacional que também suporta conexões (como o Microsoft Windows, Linux, Mac OS X, etc.) Notavelmente, o N73 suporta firmware através do Nokia PC Suite.
O programa que permitia acionar a câmera foi atualizado nesse aparelho, sendo que para alterar as definições já não é preciso navegar por um menu, dado que foi substituído por um conjunto de ícones dispostos à esquerda no ecrã que permitem efetuar pequenas alterações, semelhante a uma câmera digital.

## Modelos
N73-1 Cor: Black, Music Edition
O modelo N73-1 (RM-133) funciona tanto nas frequências EGSM 850/900/1800/1900 MHz  como na WCDMA 2100 MHz.Considerada a melhor versão do N73 por possuir 3G, e vir com um Cartão Nokia Mini-SD de 2GB inclusos, além de ter a tecla multimídia substituída pela tecla música.
N73-5 Cor: Prata
O modelo N73-5 (RM-132) funciona nas frequências EGSM 850/900/1800/1900 MHz na versão norte americana, que já foi lançada.
A Nokia não colocou o 3G nesse modelo devido a questões não reveladas pela empresa, que está sendo alvo de processos devido a isso.

## Especificações
- Formato - Candybar ou Barra
- Sistema Operativo – Symbian 9.1v3 (S60v3)
- Frequências GSM – 850/900/1800/1900 MHz
- GPRS – Sim
- EDGE (EGPRS) – Sim
- WCDMA – Sim (2100 MHz) (apenas no modelo N73-1)
- Ecrã Principal – TFT, 262.144 cores, 240x320 pixels de resolução
- Câmera – 3.2MP (2048x1536 pixels), 20x Zoom Digital e LED Flash
- Gravação de Vídeo – Sim, com LED de indicação de gravação
- Navegação – Sim, o telefone vem equipado com um Browser completo de WAP 2.0 XHTML/HTML
- MMS – Sim
- Chamadas de Vídeo – Sim (apenas no modelo N73-1)
- PPF (Premir Para Falar) – Sim
- Suporta Java – Sim, MIDP 2.0
- Memória – 42MB (interna)
- Slot para Cartões de Memória – Sim, miniSD com a possibilidade de trocar de cartão com o telefone ligado e capacidade máxima de 4GB
- Bluetooth – Sim, versão 2.0 e EDR
- Infravermelho – Sim
- Suporta Cabo de Transferência de Dados – Sim
- E-mail – Sim
- Leitor de Música – Sim, com suporte para arquivos MP3, AAC, WAV, eAAC, eAAC+ e WMA
- Rádio – Sim, estéreo
- Reprodutor de Vídeo – Sim
- Toques Polifónicos – Sim
- Toques MP3 - Sim
- Microfone de Alta Frequência – Sim
- Modo Avião – Sim
- Bateria – BP-6M (1100mAh)
- Autonomia em Conversação – 226 minutos em WCDMA e 246 minutos em EGSM
- Autonomia em Standby – 370 horas em WCDMA e 350 horas em EGSM
- Peso – 116 gramas
- Dimensões – 110mm x 49mm x 19mm (A x L x P)
- Disponibilidade – Meados de 2006
- Suporta Emuladores com certificados válidos

## Software Incorporado
No pacote de vendas do Nokia N73 vem incluída a Suite de Produtividade QuickOffice, o Nokia Mini Map Browser, um Antivírus e um leitor de Adobe PDF.